# Jorge Griffa
Jorge Bernardo Griffa (Casilda, provincia de Santa Fe, 7 de mayo de 1935-Rosario, 16 de enero de 2024) fue un jugador y entrenador de fútbol argentino.
Se desempeñó como defensa, y su primer equipo fue el Club Atlético Newell's Old Boys, donde debutó en 1954. Tras su retiro como futbolista continuó su carrera como entrenador de divisiones inferiores del C. A. Newell's Old Boys, y posteriormente del Club Atlético Boca Juniors. Últimamente se desempeñaba como director de captación de juveniles en inferiores del C. A. Newell's Old Boys de Rosario, donde en homenaje un complejo deportivo lleva su nombre.

## Trayectoria

### Como futbolista
Debutó en la Primera División de Argentina el 16 de octubre de 1954, en el Club Atlético Newell's Old Boys, donde permaneció durante 5 temporadas.
En 1959 llega a la Primera División de España para integrarse en el Club Atlético de Madrid. Debuta el 13 de septiembre de 1959 en el triunfo por 3-0 de visitante frente a Unión Deportiva Las Palmas. En su primera temporada en el club obtuvo una Copa del Generalísimo, trofeo recordado por ser el primer título de Copa de España de la historia del Atlético.
En 1961 obtiene otra Copa del Generalísimo y consigue un subcampeonato de liga. En 1962 se proclamó campeón del primer trofeo internacional conseguido por el conjunto rojiblanco: la Recopa de Europa. 
En la temporada siguiente vuelve a disputar la final de la Recopa de Europa, pero el Atlético de Madrid cae derrotado ante el Tottenham Hotspur Football Club por 5 a 1. Esa misma temporada vuelve a conseguir un segundo puesto en liga.
En la temporada 1964-1965 obtiene su tercera Copa del Generalísimo, y al año siguiente se proclama campeón de la liga española.
Griffa permaneció 10 temporadas en el Atlético de Madrid convirtiéndose en el futbolista extranjero que más encuentros disputó en el conjunto rojiblanco hasta que en 2011, Luis Amaranto Perea, supera su cifra de 203 partidos. Formó, junto a Isacio Calleja y Feliciano Rivilla, una de las defensas más recordadas del conjunto colchonero. 
En 1969 ficha por el Real Club Deportivo Espanyol, equipo que militaba por entonces en Segunda División, y ese mismo año consigue el ascenso a Primera División con su nuevo club. Con este equipo disputaría una temporada más antes de su retiro en 1971.
En sus 12 años en el fútbol español, Griffa totalizó 227 encuentros disputados.

### Como entrenador
Luego de su retiro como futbolista, Griffa continuó su carrera como entrenador de las divisiones inferiores del C. A. Newell's Old Boys, donde promovió a primera a jugadores como: Jorge Valdano, Américo Gallego, Ricardo Giusti, Gabriel Batistuta, entre otros más. Posteriormente, en diciembre de 1995, Mauricio Macri -entonces presidente del Club Atlético Boca Juniors- le ofrecería el cargo para desempeñar las mismas funciones en el club xeneize, donde promovió a primera jugadores como: Éver Banega, Sebastián Battaglia, Fernando Gago, Carlos Tévez, Neri Cardozo, José María Calvo, Nicolás Burdisso, Pablo Ledesma, entre otros más.
Más tarde fue asesor de las fuerzas básicas de la Federación Mexicana de Fútbol Asociación, director general del fútbol amateur del Club Sportivo Independiente Rivadavia de Mendoza, director general de fuerzas básicas del Club Necaxa de la Ciudad de México, volviendo posteriormente al C. A. Boca Juniors como consultor y supervisor del área juvenil de dicho club. Finalizado su contrato con el club argentino, continuó brindando cursos y conferencias en distintas ligas del interior y del exterior de su país.
Paralelamente, desde 2010, fue presidente honorario y director de la Asociación Atlética Jorge Bernardo Griffa, institución deportiva de la ciudad de Rosario, Argentina, en donde se desarrollan actividades futbolísticas de Primera División e inferiores, participando en los torneos oficiales de la Asociación Rosarina de Fútbol.
Se desempeñó además como coordinador general de las inferiores del Club Atlético Independiente de Avellaneda, donde promovió a primera a Esequiel Barco.
En marzo de 2019, regresó a C. A. Newell's Old Boys, para desempeñarse como director de captación, formando nuevamente jugadores y técnicos a través de charlas formativas al personal deportivo de la institución. Estuvo en funciones hasta febrero de 2023.
En octubre de 2023, participó del 1.er Congreso de Fútbol Formativo organizado por el Club Atlético Unión de Santa Fe, realizado en dicha ciudad, evento en el que también sería homenajeado por su trayectoria como entrenador de divisiones inferiores.
Griffa falleció el 16 de enero de 2024, a los 88 años, en la ciudad de Rosario.</ref>

## Selección nacional
En 1958, Griffa debuta como internacional con la selección de fútbol de Argentina. Al año siguiente se consagraría ganador de la Copa América 1959.

### Libros
Ha escrito el libro 39 años en divisiones inferiores, en el que plasma su experiencia como entrenador.

## Clubes
| Club               | País      | Año        |
| ------------------ | --------- | ---------- |
| Alumni de Casilda  | Argentina | inferiores |
| Newell's Old Boys  | Argentina | 1954-1959  |
| Atlético de Madrid | España    | 1959-1969  |
| RCD Español        | España    | 1969-1971  |

## Palmarés

### Como jugador

#### Títulos nacionales
| Título        | Equipo             | País   | Año       |
| ------------- | ------------------ | ------ | --------- |
| Copa del Rey  | Atlético de Madrid | España | 1960      |
| Copa del Rey  | Atlético de Madrid | España | 1961      |
| Copa del Rey  | Atlético de Madrid | España | 1965      |
| Liga Española | Atlético de Madrid | España | 1965-1966 |

#### Títulos internacionales
| Título           | Equipo              | Sede      | Año  |
| ---------------- | ------------------- | --------- | ---- |
| Recopa de Europa | Atlético de Madrid  | Stuttgart | 1962 |
| Copa América     | Selección Argentina | Argentina | 1959 |

#### Otros logros
| Logro                      | Equipo      | País   | Año     |
| -------------------------- | ----------- | ------ | ------- |
| Ascenso a la Liga Española | RCD Español | España | 1969-70 |